# Alloformazione di Magnoletto
Nella geologia italiana AML è la sigla che individua la caratteristica Alloformazione di Magnoletto, che comprende due diverse zone nell'ambito del comune di Condove, in provincia di Torino che hanno avuto concomitanza temporale di fasi deposizionali, pur in ambienti spazialmente distanti.
La Commissione Italiana di Stratigrafia della Società geologica italiana ha convenuto di suddividere ulteriormente questo sintema in due subsintemi per le peculiarità di composizione, elencati di seguito:
- AML1 - Subsintema di Torre Buttigliera – nel comune di Buttigliera Alta, in provincia di Torino - subsintema stratigrafico del Piemonte
- AML2 - Subsintema di Truc della Prà - nel comune di Buttigliera Alta, in provincia di Torino - subsintema stratigrafico del Piemonte